# Пришиб (Николаевская область)
Пришиб (укр. Пришиб) — село в Березнеговатском районе Николаевской области Украины.
Основано в 1837 году. Население по переписи 2001 года составляло 432 человек. Почтовый индекс — 56241. Телефонный код — 5168. Занимает площадь 0,604 км².

## Местный совет
56240, Николаевская обл., Березнеговатский р-н, с. Висунск, ул. Ковтюха, 3